# ۱۴۰ (قمری)
۱۴۰ (قمری)، صد و چهلمین سال در گاهشماری هجری قمری است. اول محرم این سال برابر با بیست و نهم مه سال ۷۵۷ میلادی است.

## زادگان
- سیده نفیسه، محدث و دختر حسن بن زید، نوه امام دوم شیعیان و عروس امام ششم شیعیان (همسر اسحق بن جعفر)است.